# Postamt am Bahnhof (Heilbronn)

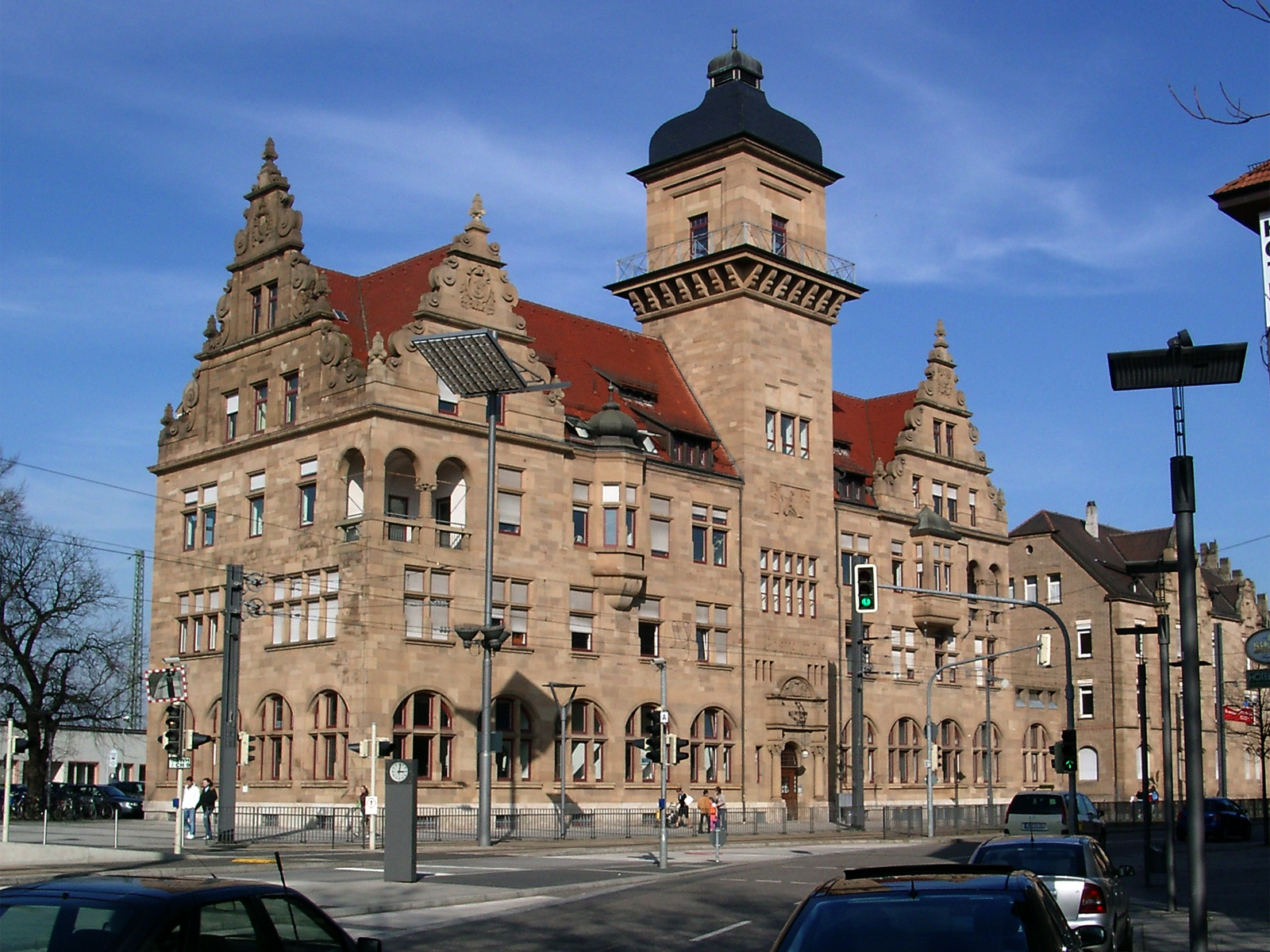
Altes Postamt 2

Das Alte Postamt in Heilbronn, Bahnhofstraße 22, wurde 1906 erbaut und war damals das größte Postamt der Region. Es steht als Kulturdenkmal unter Denkmalschutz.

## Geschichte
Das Gebäude wurde 1906 als Postamt 2 aus logistischen Gründen in unmittelbarer Nachbarschaft zum Heilbronner Bahnhof an der Bahnhofstraße errichtet. (Das im Zweiten Weltkrieg zerstörte Alte Hauptpostamt befand sich seit 1875 etwas weiter östlich an der Unteren Neckarstraße.)
Das repräsentative Postgebäude mit Turmaufbau wurde von Postbaurat Anton Ockert im Stil der Neorenaissance errichtet. Die Hauptfassaden wurden mit Werkstein verkleidet, die Rückseite verputzt. Im Erdgeschoss befanden sich großzügige Schalter- und Abfertigungshallen, im ersten Obergeschoss Büros und ein Morsesaal, darüber lagen Bedienstetenwohnungen. Das Gebäude ist mit Ziergiebeln, Erkern, Loggien und verschiedenem Bauschmuck aufwändig gestaltet. Es zählt zu den wenigen Amtsgebäuden in der Kernstadt, die die Luftangriffe auf Heilbronn im Zweiten Weltkrieg nahezu unbeschädigt überstanden haben.

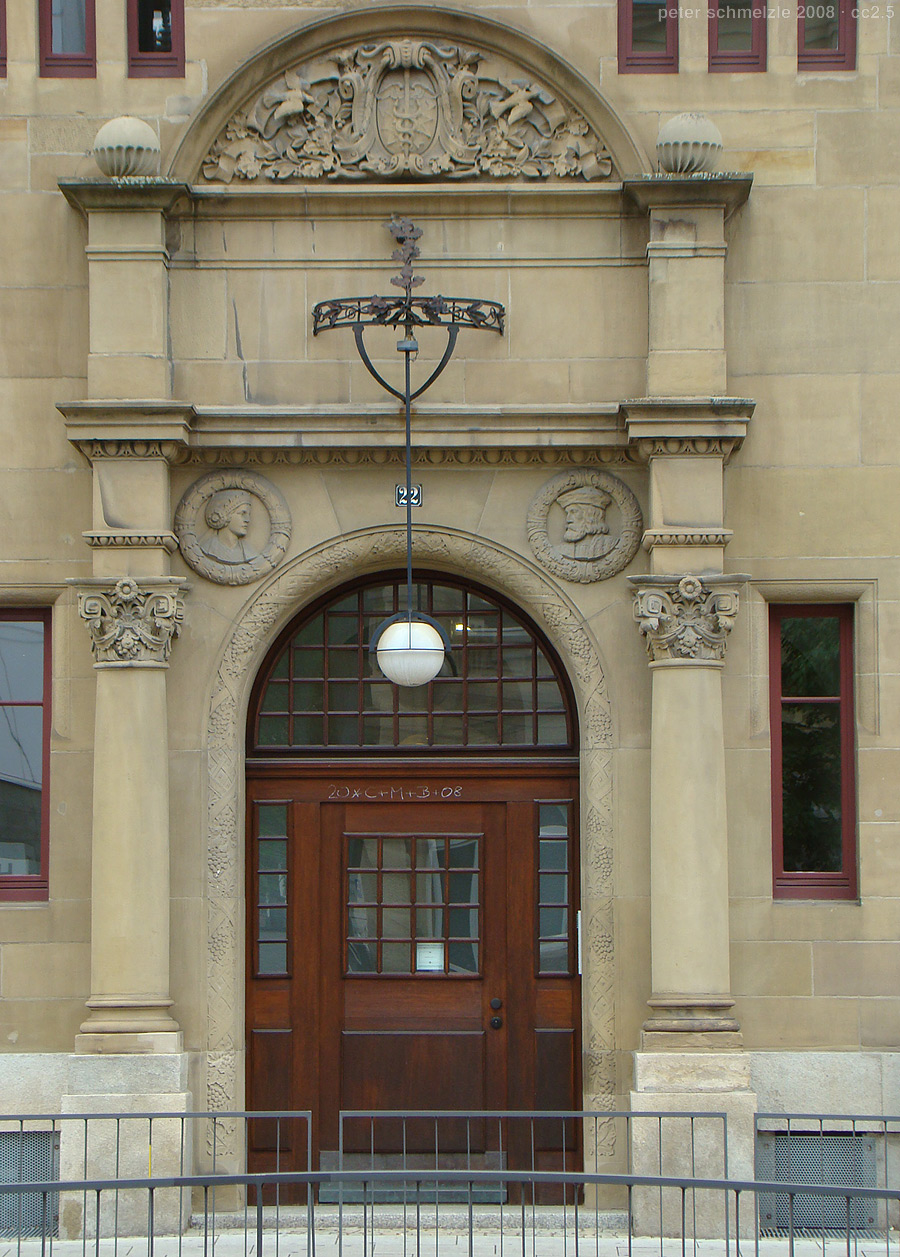
Portal an der Bahnhofstraße
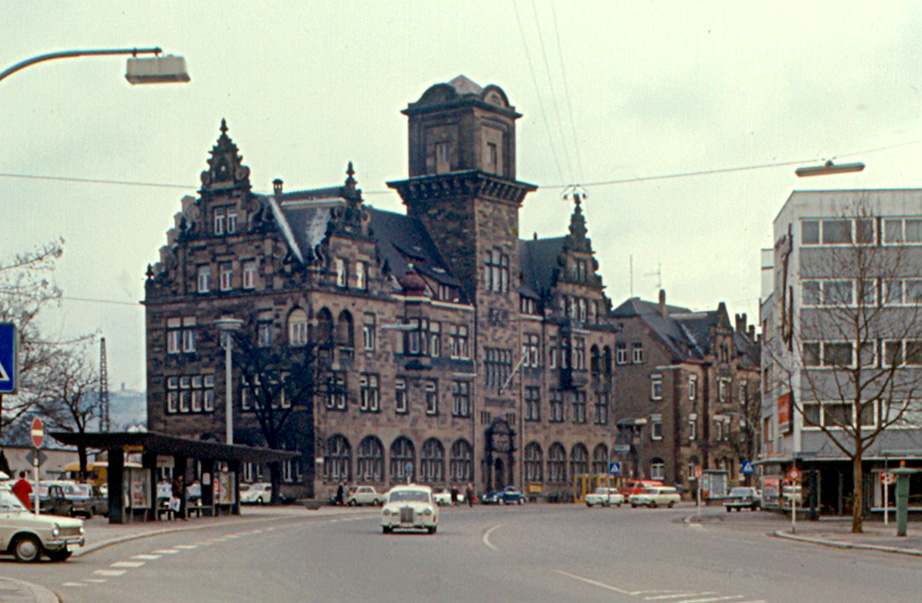
Ansicht 1970
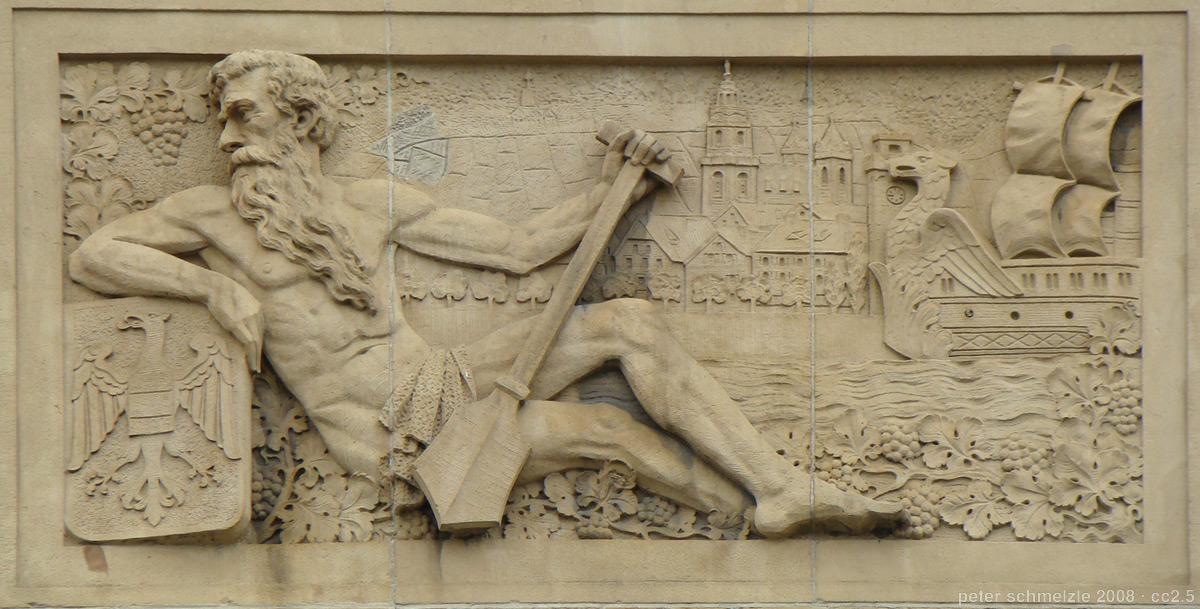
Figürliches Relief an der Fassade
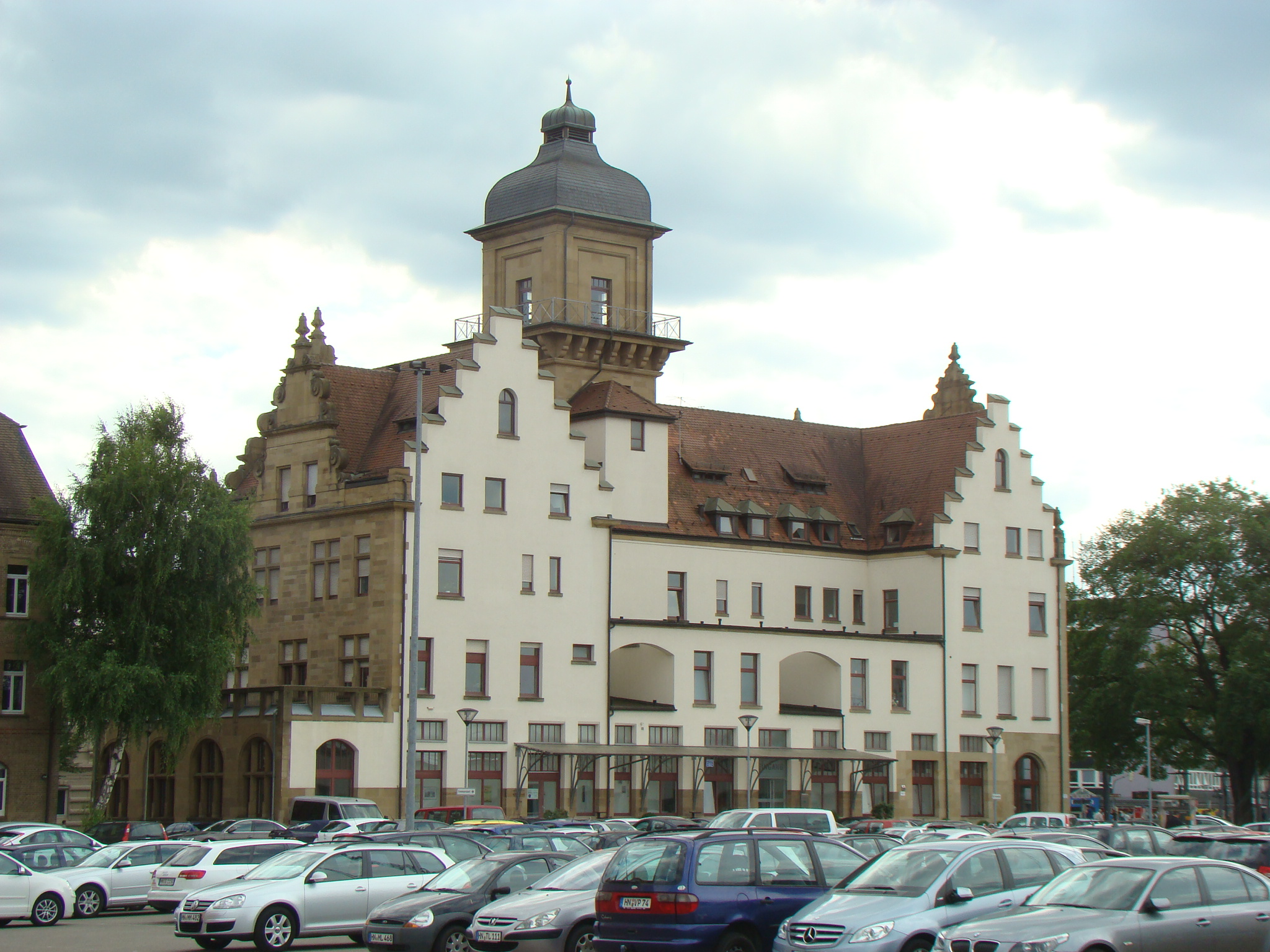
Ansicht der Rückseite